# Claudio Farabello
Claudio Farabello (Colón, Provincia de Entre Ríos, 17 de julio de 1971) es un entrenador de baloncesto argentino. Fue jugador profesional entre 1986 y 2009, actuando en diversas categorías de Argentina e Italia. 
Es el hermano mayor de Daniel Farabello, destacado baloncestista argentino y también entrenador. 

## Trayectoria como jugador de baloncesto
Formado en los clubes La Armonía y Campito de Colón, en 1986 fue fichado por San José para disputar la Liga C. Al año siguiente se incorporó a Estudiantes Concordia, equipo con el que debutaría en la Liga Nacional de Básquet -la máxima categoría del baloncesto profesional argentino- en 1988. Durante el campeonato de 1989 los concordenses renunciaron al mismo por problemas económicos, motivo por el cual Farabello quedó inactivo. 
El alero siguió compitiendo en LNB primero en el Deportivo San Andrés bajo la dirección de León Najnudel, y luego en Gimnasia y Esgrima de Comodoro Rivadavia, entrenado por Daniel Allende. En 1993 ficharía con Regatas de San Nicolás, club en el que permanecería los dos años siguientes. Allí comenzó a actuar como titular, afianzando su juego y mejorando su rendimiento. Con los nicoleños registró promedios de 12.7 puntos, 3.9 rebotes y 1.5 asistencias por partido. 
En 1995 se unió a Boca Juniors, equipo con el que se consagraría campeón en la temporada 1996-97, jugando a la par de Luis Villar, Jerome Mincy y Byron Wilson. Pasó luego a Estudiantes de Olavarría, donde permanecería tres temporadas. En la última de ellas, la 1999-00, fue parte de un plantel en el que también estaban Federico Marín, Rubén Wolkowyski, Nicolás Gianella y su hermano Daniel Farabello, y que conquistaría el título venciendo a Atenas de Córdoba en la serie final. 
Farabello jugó la temporada 2000-01 con Libertad de Sunchales y la temporada 2001-02 con Estudiantes de Bahía Blanca. En 2002 aceptó la propuesta para volver a su ciudad natal y jugar el Torneo Nacional de Ascenso con La Unión, con el objetivo de salir campeones, algo que finalmente no pudo concretar. Tras el fracaso, el alero migró a Italia y fichó con el Castellano Massafra, un equipo de la Serie C2.
Volvió al país en 2004 y disputó sus últimas dos temporadas en la LNB con Peñarol de Mar del Plata. Luego jugó unos años más como semi-profesional en los campeonatos provinciales de Entre Ríos, hasta retirarse definitivamente en 2009.
En sus años como jugador activo, Farabello participó en diversas ocasiones del Campeonato Argentino de Básquet como miembro de la selección de Entre Ríos, consagrándose campeón del certamen en 1989, 1999, 2000, 2002 y 2005.

### Clubes
| Club                        | País      | Año         |
| --------------------------- | --------- | ----------- |
| San José                    | Argentina | 1986        |
| Estudiantes de Concordia    | Argentina | 1987 - 1989 |
| Deportivo San Andrés        | Argentina | 1990 - 1991 |
| Gimnasia y Esgrima (CR)     | Argentina | 1992 - 1993 |
| Regatas San Nicolás         | Argentina | 1993 - 1995 |
| Boca Juniors                | Argentina | 1995 - 1997 |
| Estudiantes de Olavarría    | Argentina | 1997 - 2000 |
| Libertad de Sunchales       | Argentina | 2000 - 2001 |
| Estudiantes de Bahía Blanca | Argentina | 2001 - 2002 |
| La Unión de Colón           | Argentina | 2002 - 2003 |
| Castellano Massafra         | Italia    | 2003 - 2004 |
| Peñarol de Mar del Plata    | Argentina | 2004 - 2006 |
| Estudiantes de Concordia    | Argentina | 2007 - 2008 |
| San José                    | Argentina | 2009        |

## Selección nacional
Farabello fue miembro de los seleccionados juveniles de baloncesto de Argentina, formando parte. entre otros, del equipo que conquistó el Panamericano Sub-22 de 1993. Posteriormente jugó en el Mundial Sub-22 de 1993 junto con otros jugadores que serían futuras estrellas de la LNB como Jorge Racca, Alejandro Montecchia, Sebastián Ginóbili, Gabriel Cocha y su hermano Daniel Farabello.
Previo a esos torneos, registró su única participación con la selección mayor, integrando el plantel que terminó en el tercer puesto del Campeonato Sudamericano de Baloncesto de 1991. 

## Carrera como entrenador
Más allá de haber entrenado a equipos en divisiones formativas masculinas y femeninas, Farabello también se desempeñó al frente de equipos profesionales en Argentina y Bolivia.

### Clubes
| Club                 | País      | Año         |
| -------------------- | --------- | ----------- |
| San José             | Argentina | 2012 - 2013 |
| Ferro de Concordia   | Argentina | 2013 - 2015 |
| Luis Luciano         | Argentina | 2016 - 2017 |
| Pichincha de Potosí  | Bolivia   | 2017        |
| Rocamora (asistente) | Argentina | 2017 - 2018 |